# Dinastia selèucida
|  | No s'ha de confondre amb Dinastia seljúcida. |

La dinastia selèucida o els Seleucidae (del grec: Σελευκίδαι , Seleukídai) va ser una família reial grega macedònia, fundada per Seleuc I Nicator, que va governar l'Imperi selèucida centrat al Pròxim Orient i regions de la part asiàtica de l'anterior Imperi Persa aquemènida durant el període hel·lenístic.

## Història

### Rerafons
Seleuc (c. 358 – 281 aC) va servir com a oficial d'Alexandre el Gran, comandant el cos d'infanteria d'elit de l'exèrcit macedoni: els "Escudants" (Hypaspistai), més tard coneguts com els "Escuts de plata" (Ἀργυράσπιδες / Argyraspides). Després de la mort d'Alexandre l'any 323 aC, la Partició de Triparadis va assignar Seleuc com a sàtrapa de Babilònia l'any 321 aC. Antígon, el sàtrapa de bona part de l'Àsia Menor, va obligar a Seleuc a fugir de Babilònia, però, amb el suport de Ptolemeu, el sàtrapa d'Egipte, Seleuc va tornar l'any 312 aC. Les conquestes posteriors de Seleuc van incloure Pèrsia i Mèdia. Va formar una aliança amb el rei indi Chandragupta Maurya (regna el 324-297 aC). Seleuc va derrotar Antígon a la batalla d'Ipsus l'any 301 aC i Lisímac (rei de Tràcia, Macedònia i Àsia Menor) a la batalla de Corupedium (prop de Sardes) l'any 281 aC. Ptolemeu Ceraunus va assassinar Seleuc més tard el mateix any. El fill gran de Seleuc, Antíoc I, el va succeir com a governant dels territoris selèucides.

### Història moderna
El 2019, un ciutadà del Kirguizstan anomenat Kubanychbek Kendirbaev va fundar un "Fons de caritat públic" anomenat Seleucia ; historiador i genealogista, va afirmar que ell i el seu clan Beshkoruk són descendents directes de la dinastia selèucida. Kendirbaev va citar el seu avi emir Shyrdakbek Khan, un manuscrit d'un ancià del clan, i la seva prova d'ADN que mostrava marcadors de l'haplogrup I1 originàriament nòrdic, poc present a Grècia (i tampoc a l'Àsia central).

## Governants selèucides
| Retrat | rei                                 | Regnat (BC)                                     | Consort(s)                                            | Comentaris |
| ------ | ----------------------------------- | ----------------------------------------------- | ----------------------------------------------------- | --- |
|        | Seleuc I Nicator                    | Sàtrapa 320–315, 312–305 aC Rei 305–281 aC      | Apama                                                 | |
|        | Antíoc I Sòter                      | co-governant del 291, va governar el 281–261 aC | Estratònica de Síria                                  | Co-governant amb el seu pare durant 10 anys. |
|        | Antíoc II Theos                     | 261–246 aC                                      | - Laòdice I - Berenice                                | Berenice era filla de Ptolemeu II d'Egipte. Laòdice la vaig fer assassinar a ella i al seu fill. |
|        | Seleuc II Callinicus                | 246–225 aC                                      | Laòdice II                                            | |
|        | Seleucus III Ceraunus (o Soter)     | 225–223 aC                                      |                                                       | Seleuc III va ser assassinat per membres del seu exèrcit. |
|        | Antíoc III el Gran                  | 223–187 aC                                      | - Laòdice III - Eubea de Calcis                       | Antíoc III era germà de Seleuc III. |
|        | Seleuc IV Filopator                 | 187–175 aC                                      | Laòdice IV                                            | Aquest va ser un matrimoni entre germans. |
|        | Antíoc IV Epífanes                  | 175–163 aC                                      | Laòdice IV                                            | Aquest va ser un matrimoni entre germans. |
|        | Antíoc V Eupator                    | 163–161 aC                                      |                                                       | |
|        | Demetri I Soter                     | 161–150 aC                                      | - Apama? - Laòdice V ?                                | Fill de Seleuc IV Filopator i Laòdice IV. |
|        | Alexandre I Balas                   | 150–145 aC                                      | Cleòpatra Thea                                        | Fill d'Antíoc IV i Laodice IV . |
|        | Demetri II Nicàtor                  | primer regnat, 145–138 aC                       | Cleòpatra Thea                                        | Fill de Demetri I. |
|        | Antíoc VI Dionís (o Epífanes)       | 145-140 aC?                                     |                                                       | Fill d'Alexandre Balas i Cleòpatra Thea. |
|        | Diòdot Trifó                        | 140–138 aC                                      |                                                       | General que fou regent d'Antíoc VI Dionís. Va prendre el tron després d'assassinar el seu càrrec. |
|        | Antíoc VII Sidetes (o Euergetes)    | 138–129 aC                                      | Cleòpatra Thea                                        | Fill de Demetri I. |
|        | Demetri II Nicàtor                  | segon regnat, 129-126 aC                        | Cleòpatra Thea                                        | Demetri va ser assassinat a instigació de la seva dona Cleòpatra Thea. |
|        | Alexandre II Zabinas                | 129–123 aC                                      |                                                       | Contrarei que afirmava ser fill adoptiu d'Antíoc VII Sidetes. |
|        | Cleòpatra Thea                      | 126–121 aC                                      |                                                       | Filla de Ptolemeu VI d'Egipte. Casat amb tres reis: Alexandre Balas, Demetri II Nicàtor i Antíoc VII Sidetes. Mare d'Antíoc VI, Seleuc V, Antíoc VIII Grypus i Antíoc IX Cizicenus. Corregent amb el seu fill Antíoc VIII Grypus. Gorgias (General grec) i Guerra contra els jueus. |
|        | Seleuc V Filomètor                  | 126/125 aC                                      |                                                       | Assassinat per la seva mare Cleopatra Thea. |
|        | Antíoc VIII Grypus                  | 125–96 aC                                       | - Tryphaena d'Egipte - Cleòpatra Selene I d'Egipte    | |
|        | Antíoc IX Cizicenus                 | 114–96 aC                                       | - Cleòpatra IV d'Egipte - Cleòpatra Selene I d'Egipte | |
|        | Seleuc VI Epifanes Nicator          | 96–95 aC                                        |                                                       | |
|        | Antíoc X Eusebes Filòpator          | 95–92 aC o 83 aC                                | Cleòpatra Selene I                                    | |
|        | Demetri III Eucer (o Filòpator)     | 95–87 aC                                        |                                                       | |
|        | Antíoc XI Epífanes Filadelf         | 95–92 aC                                        |                                                       | |
|        | Felip I Filadèlfo                   | 95–84/83 aC                                     |                                                       | |
|        | Antíoc XII Dionís                   | 87–84 aC                                        |                                                       | |
|        | Seleuc VII Kybiosaktes o Philometor | 83–69 aC                                        |                                                       | |
|        | Antíoc XIII Asiàtic                 | 69–64 aC                                        |                                                       | |
|        | Felip II Filoromà                   | 65–63 aC                                        |                                                       | |